# Ибраев, Бакир Ибраевич
Бакир Ибраевич Ибраев (каз. Бәкір Ибраев; 1905 год, аул Темирчи — 1965 год, Лениногорск, Восточно-Казахстанская область, Казахская ССР) — инструктор по обучению рабочих-бетонщиков передовым методам труда треста «Алтайсвинецстрой» Восточно-Казахстанского совнархоза, Казахская ССР. Герой Социалистического Труда (1958).

## Биография
Родился в 1905 году в крестьянской семье в ауле Темирчи. С раннего детства занимался батрачеством. В конце 1920-х годов работал на строительстве Туркестанско-Сибирской железной дороги. Потом трудился на строительных объектах в городе Риддер. В 1935 году окончил партийную школу в Риддере и в 1937 году — республиканскую школу партийного движения в Алма-Ате.
Работал бетонщиком в тресте «Алтайсвинецстрой». Участвовал в строительстве многочисленных социальных и промышленных объектов Восточного Казахстана. Строил жилые дома, различные промышленные предприятия, свинцово-цинковый комбинат имени Ленина, титано-магниевого комбината, машиностроительный и конденсаторный заводы в Усть-Каменогорске.
Позднее трудился инструктором по обучению рабочих-бетонщиков передовым методам. Воспитал несколько сот молодых строителей.
За выдающиеся успехи, достигнутые в строительстве и промышленности строительных материалов удостоен звания Героя Социалистического Труда указом Президиума Верховного Совета СССР от 9 августа 1958 года c вручением ордена Ленина и золотой медали «Серп и Молот».
Избирался членом ЦК Компартии Казахстана, депутатом Восточно-Казахстанского областного и Риддерского городского совета народных депутатов. Принимал участие в работе IX, X и XI съездов Компартии Казахстана.
Погиб в 1965 году при невыясненных обстоятельствах.
Награды
- Герой Социалистического Труда
- Орден Ленина
- Медаль «За трудовое отличие»
- Почётный строитель (1951)

Память
В 2015 году в городе Усть-Каменогорск на доме по улице Независимости, где проживал Бакир Ибраев, размещена мемориальная табличка, посвящённая Герою Социалистического Труда.